# Steven Kinniburgh
Steven Steel Kinniburgh (Glasgow, Escocia, 13 de junio de 1989) es un exfutbolista escocés. Jugaba de defensa.

## Clubes
| Club                         | País       | Año       |
| ---------------------------- | ---------- | --------- |
| Queen of the South FC        | Escocia    | 2008      |
| St. Johnstone FC             | Escocia    | 2009      |
| Oxford United                | Inglaterra | 2009-2011 |
| Cambridge United             | Inglaterra | 2011      |
| Oxford United                | Inglaterra | 2011      |
| AFC Telford United           | Inglaterra | 2012      |
| Bedford Town F.C.            | Inglaterra | 2013      |
| Kettering Town Football Club | Inglaterra | 2013-2016 |
| Corby Town F.C.              | Inglaterra | 2016-2019 |